# Greenacres
Greenacres is een plaats (city) in de Amerikaanse staat Florida, en valt bestuurlijk gezien onder Palm Beach County.

## Demografie
Bij de volkstelling in 2000 werd het aantal inwoners vastgesteld op 27.569.
In 2006 is het aantal inwoners door het United States Census Bureau geschat op 32.395, een stijging van 4826 (17,5%).

## Geografie
Volgens het United States Census Bureau beslaat de plaats een oppervlakte van
12,1 km², geheel bestaande uit land.

## Plaatsen in de nabije omgeving
De onderstaande figuur toont nabijgelegen plaatsen in een straal van 8 km rond Greenacres.